# Alfonso Muga
Alfonso Muga Naredo (Rancagua, 2 de junio de 1944) es un ingeniero civil, economista y académico chileno. Fue rector de la Pontificia Universidad Católica de Valparaíso, Presidente de la Comisión Nacional de Acreditación, Jefe de la División de Educación Superior del Ministerio de Educación entonces dependiente del ministro y, actualmente, Comisionado de la Comisión de Expertos para la Regulación de Aranceles de la Educación Superior.

## Formación
Cursó su educación secundaria en el Instituto O'Higgins de Rancagua. 
Se tituló como Ingeniero Civil Químico en la Universidad Católica de Valparaíso (UCV) y, con posterioridad, obtuvo el grado de Magister en Ciencia mención Economía en la Universidad de Chile.
En 1982 inició su carrera académica en su alma mater, como profesor de la Escuela de Ingeniería Industrial.
En marzo de 2020 fue investido como Profesor Emérito de la Pontificia Universidad Católica de Valparaíso como un reconocimiento a su trayectoria al servicio de la Universidad. 
Fue director de Educación Superior del Ministerio de Educación de Chile (1990-1994), entre 1994 y 1998 fue Vicerrector Académico de la UCV. En 1998 es elegido Rector de la Universidad por un período de 4 años, siendo reelecto en dos oportunidades, finalizando su rectorado en 2010.  Durante su gestión la universidad alcanzó el título de Pontificia.
En marzo de 2015 fue designado por la Presidenta de la República en el cargo de Presidente de la Comisión Nacional de Acreditación, el cual ejerció por el período legal de cuatro años.
Desde agosto de 2019 ocupa el cargo de Comisionado Experto del Subsistema Universitario de la Comisión de Expertos para la Regulación de Aranceles de la Educación Superior, correspondiéndole pariticipar de la instauración de esta instancia conforme a lo dispuesto en la Ley 21.091 de Educación Superior y su Reglamento.

## Trayectoria
En marzo de 2015 fue designado por la presidenta de la República Michelle Bachelet en el cargo de presidente de la Comisión Nacional de Acreditación, el cual ejerció por el período legal de cuatro años.
En 1998 fue electo Rector de la Universidad Católica de Valparaíso por un período de 4 años, siendo reelecto en dos oportunidades, finalizando su rectorado en 2010.  Durante su gestión la Universidad vive un período de modernización y alcanza el título de Pontificia. Con anterioridad, entre 1994 y 1998, se desempeñó como Vicerrector Académico de la UCV. 
Durante el gobierno del Presidente Patricio Aylwin, fue director de Educación Superior del Ministerio de Educación de Chile (1990-1994), siendo Ministros durante dicho período Ricardo Lagos y Jorge Arrate. En dicho período le correspondió, entre otros roles y en representación del ministro de Educación, ser miembro del Consejo Superior de Educación de Chile y del Consejo Directivo del FONDEF.
Fue integrante del Directorio de Universia Chile S.A., desde la instalación de ésta en el país. Desde mediados del año 2007 y hasta julio de 2010, fue Vicepresidente Ejecutivo (alterno) del Consejo de Rectores de las Universidades Chilenas (CRUCH). También le correspondió ser en dichos años Presidente del Capítulo Chileno de Universidades Católicas.
Ha integrado, también, por designación de los respectivos Presidentes de la República: la Comisión de Estudios de la Educación Superior (1990), el Comité Técnico Asesor de Educación (1994) y el Consejo Asesor Presidencial para la Educación Superior (2007).
En varios de estos mismos años y en materias de educación superior referidas a América Latina, ha sido consultor en proyectos con financiamiento del PNUD, OEA, ICI, CEE y Fundación Ford. También ha participado como consultor internacional en dichas materias para el Banco Mundial, para la AGCI (Chile).
Integró un grupo asesor internacional para colaborar en la puesta en marcha del Consejo Nacional de Evaluación y Acreditación Universitario (CONEAU), Ministerio de Educación, Argentina, país en el que ha actuado como par evaluador del FOMEC y como consultor de varias universidades nacionales.
En 1997 y por encargo de la Comisión de la Unión Europea, le correspondió integrar el grupo evaluador constituido para perfeccionar el Programa ALFA de dicha entidad. A partir del año 1999, se ha encargado de coordinar la cooperación académica con Francia en representación del Consejo de Rectores de Universidades Chilenas. En tal calidad, le ha correspondido ser integrante del Consejo de ECOS-Sud y de las comisiones de becas de la Embajada de Francia. Desde el año 2006 al año 2008 fue Vicepresidente del Programa Columbus, Red de Universidades de Europa y América Latina.
Ha ejercido sus tareas académicas en la Escuela de Ingeniería Civil Industrial de la PUCV, desde el año 1982, de la que es Profesor Titular.
Actualmente, desde agosto de 2019 ocupa el cargo de Comisionado Experto del Subsistema Universitario de la Comisión de Expertos para la Regulación de Aranceles de la Educación Superior, correspondiéndole pariticipar de la instauración de esta instancia conforme a lo dispuesto en la Ley 21.091 de Educación Superior y su Reglamento.

## Áreas de interés
Educación superior
- Desarrollo, Gestión y Evaluación Institucional.
- Regulación y Financiamiento Público.

## Principales actividades en el ámbito público y de educació superior
- Comisión de Expertos de Regulación de Aranceles para la implementación dela Gratuidad en Instituciones de Educación Superior en Chile Ley 21.091).
- Comisión Nacional de Acreditación - Chile. Presidente 2015-2019.
- Consejo Asesor Presidencial para la Educación Superior (2007).
- Comisión Conjunta MINEDUC y Consejo de Rectores (CRUCH), sobre perfeccionamiento del sistema de créditos y becas (2002/2003).
- Comisión Conjunta MINEDUC< y Consejo de Rectores (CRUCH) sobre sistema de ayuda a los estudiantes (1998).
- Comité Técnico Asesor de Educación (1994-1995).
- Rediseño del sistema de préstamos estudiantiles (crédito universitario) y proyecto de ley respectivo (1993-enero de 1994).
- Diseño e implementación del Fondo de Becas y Desarrollo de Educación Superior, con sus componentes de becas de aranceles, desarrollo institucional y programas de reparación (1991-1993).
- Diseño y aplicación de un modelo de asignación de recursos públicos para fondos de crédito universitario (1992).
- Programa BID - Estado de Chile de Ciencia y Tecnología preparación del perfil inicial, revisión de documentos y negociación con misiones del Banco Interamericano de Desarrollo. (1991-1992).
- Proyecto de Ley de modificación de la Ley Orgánica Constitucional de Enseñanza: coordinador del grupo de trabajo del Ministerio de Educación que lo preparó (junio de 1991 a septiembre de 1992).
- Comisión Presidencial de Estudio de la Educación Superior: secretario técnico de la misma (abril-noviembre de 1990).